# 2020-as japán TCR-szezon
A 2020-as japán TCR-szezon volt a Japán TCR-bajnokság második évada. A széria a japán Super Formula bajnoksággal szerepelt közös versenyhétvégéken.

## Versenynaptár
Az eredetileg tervezett versenynaptárat 2019. december 23-án jelentették be, azonban ezen később többször is módosítani kényszerült a széria promótere a Covid19-pandémia következtében, így a szezon végül később kezdődött meg a tervezettnél.
| Forduló | Forduló | Helyszín                                                     | Pályarajz | Eredeti dátum     | Módosított dátum  | Betétszéria       |
| ------- | ------- | ------------------------------------------------------------ | --------- | ----------------- | ----------------- | ----------------- |
| 1.      | 1.      | Sportsland Sugo, Murata, Sibata kerület                      |           | Július 25-26.     | Július 25-26.     | SUGO Champion Cup |
| 1.      | 2.      | Sportsland Sugo, Murata, Sibata kerület                      |           | Július 25-26.     | Július 25-26.     | SUGO Champion Cup |
| 2.      | 3.      | Twin Ring Motegi, Motegi Tocsigi prefektúra                  |           | Augusztus 29-30.  | Augusztus 29-30.  | Super Formula     |
| 2.      | 4.      | Twin Ring Motegi, Motegi Tocsigi prefektúra                  |           | Augusztus 29-30.  | Augusztus 29-30.  | Super Formula     |
| 3.      | 5.      | Okayama International Circuit, Mimaszaka, Okajama prefektúra |           | Szeptember 26-27. | Szeptember 26-27. | Super Formula     |
| 3.      | 6.      | Okayama International Circuit, Mimaszaka, Okajama prefektúra |           | Szeptember 26-27. | Szeptember 26-27. | Super Formula     |
| 4.      | 7.      | Autopolis, Hita, Óita prefektúra                             |           | Május 16-17.      | November 14-15.   | Super Formula     |
| 4.      | 8.      | Autopolis, Hita, Óita prefektúra                             |           | Május 16-17.      | November 14-15.   | Super Formula     |
| 5.      | 9.      | Suzuka Circuit, Szuzuka, Mie prefektúra                      |           | Április 18-19.    | December 5-6.     | Super Formula     |
| 5.      | 10.     | Suzuka Circuit, Szuzuka, Mie prefektúra                      |           | Április 18-19.    | December 5-6.     | Super Formula     |
| 5.      | 11.     | Suzuka Circuit, Szuzuka, Mie prefektúra                      |           | Április 18-19.    | December 5-6.     | Super Formula     |
| 6.      | 12.     | Fuji Speedway, Ojama, Sizuoka prefektúra                     |           | November 14-15.   | December 19-20.   | Super Formula     |
| 6.      | 13.     | Fuji Speedway, Ojama, Sizuoka prefektúra                     |           | November 14-15.   | December 19-20.   | Super Formula     |

## Csapatok és versenyzők
A széria hivatalos gumiabroncs beszállítója a 2019-es debütáló szezont követően 2020-ban is a Yokohama volt.
Minden versenyző, illetve csapat japán nemzetiségű volt.
| Csapat                           | Autó                            | #   | Versenyző        | Forduló | Kat. | Forrás       |
| -------------------------------- | ------------------------------- | --- | ---------------- | ------- | ---- | ------------ |
| Azabu Wako's ED Nilzz NGK        | Audi RS 3 LMS TCR               | 7   | Makinó Dzun      | 2, 6    | B    | [ 9 ] [ 10 ] |
| BRP Birth Racing Project         | Audi RS 3 LMS TCR               | 17  | Szuzuki Kendzsi  | 2−6     | B    | [ 11 ]       |
| BRP Birth Racing Project         | Volkswagen Golf GTI TCR         | 19  | 'Hirobon'        | 1−2     | B    | [ 9 ]        |
| BRP Birth Racing Project         | CUPRA León TCR                  | 19  | 'Hirobon'        | 3−6     | B    | [ 12 ]       |
| BRP Birth Racing Project         | CUPRA León TCR                  | 190 | Icsidzsó Kengó   | 1       | B    | [ 9 ]        |
| Audi Team Hitotsuyama            | Audi RS 3 LMS TCR               | 21  | Sinohara Takuró  | Összes  |      | [ 13 ]       |
| Audi Team Hitotsuyama            | Audi RS 3 LMS TCR               | 101 | Nakahara Hideki  | 2       | B    | [ 10 ]       |
| Volkswagen RT with Team Wakayama | Volkswagen Golf GTI TCR         | 25  | Macumotó Takesi  | Összes  |      | [ 14 ]       |
| Drago Corse                      | Honda Civic Type R TCR (FK8)    | 34  | Simonó Rió       | Összes  | B    | [ 15 ]       |
| Wakatsuki Dream Drive with KCMG  | Honda Civic Type R TCR (FK8)    | 45  | Takeda Naotó     | 4       | B    | [ 16 ]       |
| Wakatsuki Dream Drive with KCMG  | Honda Civic Type R TCR (FK8)    | 45  | Siraszaka Takuja | 5       |      | [ 17 ]       |
| 55 Moto with J’S Racing          | Alfa Romeo Giulietta TCR        | 55  | 'Mototino'       | Összes  | B    | [ 9 ]        |
| 55 Moto with J’S Racing          | Alfa Romeo Giulietta TCR        | 69  | Umemotó Junicsi  | Összes  | B    | [ 9 ]        |
| Zenyaku Kogyo with Team G/Motion | Honda Civic Type R TCR (FK8)    | 62  | Resszu Sioja     | Összes  | B    | [ 9 ]        |
| Daiwa N Trading Akiland Racing   | Honda Civic Type R TCR (FK8)    | 71  | Ojama Maszajosi  | 4       | B    | [ 16 ]       |
| M-Prototyping Team Stile Corse   | Alfa Romeo Giulietta Veloce TCR | 73  | Okura Mineki     | Összes  | B    | [ 9 ]        |

| Ikon | Bajnokság |
| ---- | --------- |
| B    | Bronze    |

## Eredmények

### Áttekintés
| Forduló | Forduló | Helyszín                      | Első rajthely              | Leggyorsabb kör                                     | Győztes                                             | Győztes                                             |
| Forduló | Forduló | Helyszín                      | Első rajthely              | Leggyorsabb kör                                     | Versenyző                                           | Csapat                                              |
| ------- | ------- | ----------------------------- | -------------------------- | --------------------------------------------------- | --------------------------------------------------- | --------------------------------------------------- |
| 1.      | 1.      | Sportsland Sugo               | Okura Mineki               | Icsidzsó Kengó                                      | Sinohara Takuró                                     | Audi Team Hitotsuyama                               |
| 1.      | 2.      | Sportsland Sugo               | Icsidzsó Kengó             | A versenyt törölték az időjárási körülmények miatt. | A versenyt törölték az időjárási körülmények miatt. | A versenyt törölték az időjárási körülmények miatt. |
| 2.      | 3.      | Twin Ring Motegi              | Sinohara Takuró            | Sinohara Takuró                                     | Sinohara Takuró                                     | Audi Team Hitotsuyama                               |
| 2.      | 4.      | Twin Ring Motegi              | Macumotó Takesi            | Macumotó Takesi                                     | Macumotó Takesi                                     | Volkswagen RT with Team Wakayama                    |
| 3.      | 5.      | Okayama International Circuit | Macumotó Takesi            | Sinohara Takuró                                     | Sinohara Takuró                                     | Audi Team Hitotsuyama                               |
| 3.      | 6.      | Okayama International Circuit | Macumotó Takesi            | Sinohara Takuró                                     | Sinohara Takuró                                     | Audi Team Hitotsuyama                               |
| 4.      | 7.      | Autopolis                     | Sinohara Takuró            | Sinohara Takuró                                     | Sinohara Takuró                                     | Audi Team Hitotsuyama                               |
| 4.      | 8.      | Autopolis                     | Macumotó Takesi            | Sinohara Takuró                                     | 'Hirobon'                                           | BRP Birth Racing Project                            |
| 5.      | 9.      | Suzuka Circuit                | Sinohara Takuró (szombat)  | Okura Mineki                                        | Simonó Rió                                          | Drago Corse                                         |
| 5.      | 10.     | Suzuka Circuit                | Sinohara Takuró (vasárnap) | Sinohara Takuró                                     | Sinohara Takuró                                     | Audi Team Hitotsuyama                               |
| 5.      | 11.     | Suzuka Circuit                | Sinohara Takuró (vasárnap) | Sinohara Takuró                                     | Sinohara Takuró                                     | Audi Team Hitotsuyama                               |
| 6.      | 12.     | Fuji Speedway                 | Sinohara Takuró            | Sinohara Takuró                                     | Sinohara Takuró                                     | Audi Team Hitotsuyama                               |
| 6.      | 13.     | Fuji Speedway                 | Sinohara Takuró            | Sinohara Takuró                                     | Sinohara Takuró                                     | Audi Team Hitotsuyama                               |

#### Pontrendszer
| Helyezés | 1. | 2. | 3. | 4. | 5. | 6. | 7. | 8. | 9. | 10. |
| -------- | -- | -- | -- | -- | -- | -- | -- | -- | -- | --- |
| Időmérő  | 5  | 4  | 3  | 2  | 1  |    |    |    |    |     |
| Futam    | 25 | 18 | 15 | 12 | 10 | 8  | 6  | 4  | 2  | 1   |

### Egyéni
| Szombati TCR japán sorozat | Szombati TCR japán sorozat | Szombati TCR japán sorozat | Szombati TCR japán sorozat | Szombati TCR japán sorozat | Szombati TCR japán sorozat | Szombati TCR japán sorozat | Szombati TCR japán sorozat | Szombati TCR japán sorozat |
| Poz.                       | Versenyző                  | SUG                        | MOT                        | OKA                        | ATP                        | SUZ                        | FUJ                        | Pont                       |
| -------------------------- | -------------------------- | -------------------------- | -------------------------- | -------------------------- | -------------------------- | -------------------------- | -------------------------- | -------------------------- |
| 1.                         | Sinohara Takuró            | 1                          | 1                          | 12                         | 1                          | Ki1                        | 1                          | 149                        |
| 2.                         | Macumotó Takesi            | 3                          | 2                          | 21                         | 34                         | Ki3                        | 4                          | 94                         |
| 3.                         | Simonó Rió                 | 6                          | 3                          | 43                         | 5                          | 12                         | 6                          | 89                         |
| 4.                         | 'Hirobon'                  | 4                          | 5                          | 35                         | 2                          | Ki4                        | 2                          | 84                         |
| 5.                         | Sioja Resszu               | 5                          | 4                          | Ki4                        | 43                         | 25                         | 35                         | 75                         |
| 6.                         | Okura Mineki               | 8                          | 11                         | Ki                         | 6                          | 6                          | 53                         | 33                         |
| 7.                         | Szuzuki Kendzsi            |                            | 8                          | 6                          | 11                         | 4                          | 7                          | 30                         |
| 8.                         | 'Mototino'                 | 7                          | 9                          | 7                          | 9                          | 5                          | 8                          | 30                         |
| 9.                         | Umemotó Junicsi            | 9                          | 7                          | 5                          | 8                          | 7                          | Ki                         | 28                         |
| 10.                        | Icsidzsó Kengó             | 2                          |                            |                            |                            |                            |                            | 18                         |
| 11.                        | Siraszaka Takuja           |                            |                            |                            |                            | 3                          |                            | 15                         |
| 12.                        | Nakahara Hideki            |                            | 64                         |                            |                            |                            |                            | 10                         |
| 13.                        | Takeda Naotó               |                            |                            |                            | 7                          |                            |                            | 6                          |
| 14.                        | Makinó Dzun                |                            | 10                         |                            |                            |                            | 9                          | 3                          |
| 15.                        | Ojama Maszajosi            |                            |                            |                            | 10                         |                            |                            | 1                          |
| Poz.                       | Versenyző                  | SUG                        | MOT                        | OKA                        | ATP                        | SUZ                        | FUJ                        | Pont                       |

| Vasárnapi TCR japán sorozat | Vasárnapi TCR japán sorozat | Vasárnapi TCR japán sorozat | Vasárnapi TCR japán sorozat | Vasárnapi TCR japán sorozat | Vasárnapi TCR japán sorozat | Vasárnapi TCR japán sorozat | Vasárnapi TCR japán sorozat | Vasárnapi TCR japán sorozat | Vasárnapi TCR japán sorozat |
| Poz.                        | Versenyző                   | SUG                         | MOT                         | OKA                         | ATP                         | SUZ                         | SUZ                         | FUJ                         | Pont                        |
| --------------------------- | --------------------------- | --------------------------- | --------------------------- | --------------------------- | --------------------------- | --------------------------- | --------------------------- | --------------------------- | --------------------------- |
| 1.                          | Sinohara Takuró             | T                           | 2                           | 12                          | 8†1                         | 1                           | 1                           | 1                           | 150                         |
| 2.                          | Macumotó Takesi             | T                           | 1                           | 21                          | 2                           | 2                           | 2                           | 3                           | 137                         |
| 3.                          | 'Hirobon'                   | T                           | 5                           | 3                           | 13                          | 43                          | 35                          | 2                           | 109                         |
| 4.                          | Sioja Resszu                | T                           | 4                           | Ki4                         | 35                          | 5                           | 53                          | 4                           | 67                          |
| 5.                          | Simonó Rió                  | T                           | 3                           | 75                          | 4                           | 35                          | Hn                          | 5                           | 66                          |
| 6.                          | Okura Mineki                | T                           | 65                          | 4                           | 5                           | 6                           | 64                          | 6                           | 57                          |
| 7.                          | 'Mototino'                  | T                           | 8                           | 6                           | 9†                          | 9                           | 7                           | 8                           | 26                          |
| 8.                          | Szuzuki Kendzsi             |                             | 11                          | 8                           | 7                           | 8                           | 8                           | 7                           | 24                          |
| 9.                          | Umemotó Junicsi             | T                           | 7                           | 5                           | Ki                          | 7                           | Ni                          | Ki                          | 22                          |
| 10.                         | Siraszaka Takuja            |                             |                             |                             |                             | Kiz2                        | 4                           |                             | 14                          |
| 11.                         | Takeda Naotó                |                             |                             |                             | 6                           |                             |                             |                             | 8                           |
| 12.                         | Nakahara Hideki             |                             | 94                          |                             |                             |                             |                             |                             | 4                           |
| 13.                         | Makinó Dzun                 |                             | 10                          |                             |                             |                             |                             | 9                           | 3                           |
| 14.                         | Icsidzsó Kengó              | T                           |                             |                             |                             |                             |                             |                             | 0                           |
| 15.                         | Ojama Maszajosi             |                             |                             |                             | Ki                          |                             |                             |                             | 0                           |
| Poz.                        | Versenyző                   | SUG                         | MOT                         | OKA                         | ATP                         | SUZ                         | SUZ                         | FUJ                         | Pont                        |

| Szín   | Eredmény                                      |
| ------ | --------------------------------------------- |
| Arany  | Győztes                                       |
| Ezüst  | 2. helyezett                                  |
| Bronz  | 3. helyezett                                  |
| Zöld   | Pontot szerzett                               |
| Kék    | Pont nélkül vagy helyezetlenül ért célba (Hn) |
| Lila   | Nem ért célba (Ki)                            |
| Piros  | Nem kvalifikálta magát (Nk)                   |
| Fekete | Diszkvalifikálták (Kiz)                       |
| Fehér  | Nem indult (Ni)                               |
| Fehér  | Visszavonult (WD)                             |
| Fehér  | Verseny törölve (C)                           |
| Üres   | Nem vett részt                                |
| Üres   | Kizárt (EX)                                   |

| Vasárnapi TCR japán sorozat | Vasárnapi TCR japán sorozat | Vasárnapi TCR japán sorozat | Vasárnapi TCR japán sorozat | Vasárnapi TCR japán sorozat | Vasárnapi TCR japán sorozat | Vasárnapi TCR japán sorozat | Vasárnapi TCR japán sorozat | Vasárnapi TCR japán sorozat | Vasárnapi TCR japán sorozat |
| Poz.                        | Versenyző                   | SUG                         | MOT                         | OKA                         | ATP                         | SUZ                         | SUZ                         | FUJ                         | Pont                        |
| --------------------------- | --------------------------- | --------------------------- | --------------------------- | --------------------------- | --------------------------- | --------------------------- | --------------------------- | --------------------------- | --------------------------- |
| 1.                          | Sinohara Takuró             | T                           | 2                           | 12                          | 8†1                         | 1                           | 1                           | 1                           | 150                         |
| 2.                          | Macumotó Takesi             | T                           | 1                           | 21                          | 2                           | 2                           | 2                           | 3                           | 137                         |
| 3.                          | 'Hirobon'                   | T                           | 5                           | 3                           | 13                          | 43                          | 35                          | 2                           | 109                         |
| 4.                          | Sioja Resszu                | T                           | 4                           | Ki4                         | 35                          | 5                           | 53                          | 4                           | 67                          |
| 5.                          | Simonó Rió                  | T                           | 3                           | 75                          | 4                           | 35                          | Hn                          | 5                           | 66                          |
| 6.                          | Okura Mineki                | T                           | 65                          | 4                           | 5                           | 6                           | 64                          | 6                           | 57                          |
| 7.                          | 'Mototino'                  | T                           | 8                           | 6                           | 9†                          | 9                           | 7                           | 8                           | 26                          |
| 8.                          | Szuzuki Kendzsi             |                             | 11                          | 8                           | 7                           | 8                           | 8                           | 7                           | 24                          |
| 9.                          | Umemotó Junicsi             | T                           | 7                           | 5                           | Ki                          | 7                           | Ni                          | Ki                          | 22                          |
| 10.                         | Siraszaka Takuja            |                             |                             |                             |                             | Kiz2                        | 4                           |                             | 14                          |
| 11.                         | Takeda Naotó                |                             |                             |                             | 6                           |                             |                             |                             | 8                           |
| 12.                         | Nakahara Hideki             |                             | 94                          |                             |                             |                             |                             |                             | 4                           |
| 13.                         | Makinó Dzun                 |                             | 10                          |                             |                             |                             |                             | 9                           | 3                           |
| 14.                         | Icsidzsó Kengó              | T                           |                             |                             |                             |                             |                             |                             | 0                           |
| 15.                         | Ojama Maszajosi             |                             |                             |                             | Ki                          |                             |                             |                             | 0                           |
| Poz.                        | Versenyző                   | SUG                         | MOT                         | OKA                         | ATP                         | SUZ                         | SUZ                         | FUJ                         | Pont                        |

| Szín   | Eredmény                                      |
| ------ | --------------------------------------------- |
| Arany  | Győztes                                       |
| Ezüst  | 2. helyezett                                  |
| Bronz  | 3. helyezett                                  |
| Zöld   | Pontot szerzett                               |
| Kék    | Pont nélkül vagy helyezetlenül ért célba (Hn) |
| Lila   | Nem ért célba (Ki)                            |
| Piros  | Nem kvalifikálta magát (Nk)                   |
| Fekete | Diszkvalifikálták (Kiz)                       |
| Fehér  | Nem indult (Ni)                               |
| Fehér  | Visszavonult (WD)                             |
| Fehér  | Verseny törölve (C)                           |
| Üres   | Nem vett részt                                |
| Üres   | Kizárt (EX)                                   |

- † – Kiesett, azonban teljesítette a teljes versenytáv 75%-át, így eredményét értékelték.

### Bronze
| Szombati TCR japán sorozat | Szombati TCR japán sorozat | Szombati TCR japán sorozat | Szombati TCR japán sorozat | Szombati TCR japán sorozat | Szombati TCR japán sorozat | Szombati TCR japán sorozat | Szombati TCR japán sorozat | Szombati TCR japán sorozat |
| Poz.                       | Versenyző                  | SUG                        | MOT                        | OKA                        | ATP                        | SUZ                        | FUJ                        | Pont                       |
| -------------------------- | -------------------------- | -------------------------- | -------------------------- | -------------------------- | -------------------------- | -------------------------- | -------------------------- | -------------------------- |
| 1.                         | Simonó Rió                 | 6                          | 31                         | 41                         | 53                         | 1                          | 64                         | 127                        |
| 2.                         | 'Hirobon'                  | 4                          | 5                          | 3                          | 21                         | Ki2                        | 21                         | 126                        |
| 3.                         | Sioja Resszu               | 5                          | 43                         | Ki2                        | 42                         | 23                         | 3                          | 104                        |
| 4.                         | Okura Mineki               | 8                          | 114                        | Ki4                        | 64                         | 64                         | 52                         | 59                         |
| 5.                         | 'Mototino'                 | 7                          | 9                          | 7                          | 9                          | 5                          | 8                          | 52                         |
| 6.                         | Szuzuki Kendzsi            |                            | 8                          | 6                          | 11                         | 45                         | 75                         | 49                         |
| 7.                         | Umemotó Junicsi            | 9                          | 7                          | 53                         | 8                          | 7                          | Ki                         | 48                         |
| 8.                         | Icsidzsó Kengó             | 2                          |                            |                            |                            |                            |                            | 25                         |
| 9.                         | Nakahara Hideki            |                            | 62                         |                            |                            |                            |                            | 16                         |
| 10.                        | Takeda Naotó               |                            |                            |                            | 75                         |                            |                            | 11                         |
| 11.                        | Makinó Dzun                |                            | 10                         |                            |                            |                            | 9                          | 10                         |
| 12.                        | Ojama Maszajosi            |                            |                            |                            | 10                         |                            |                            | 4                          |
| Poz.                       | Versenyző                  | SUG                        | MOT                        | OKA                        | ATP                        | SUZ                        | FUJ                        | Pont                       |

| Vasárnapi TCR japán sorozat | Vasárnapi TCR japán sorozat | Vasárnapi TCR japán sorozat | Vasárnapi TCR japán sorozat | Vasárnapi TCR japán sorozat | Vasárnapi TCR japán sorozat | Vasárnapi TCR japán sorozat | Vasárnapi TCR japán sorozat | Vasárnapi TCR japán sorozat | Vasárnapi TCR japán sorozat |
| Poz.                        | Versenyző                   | SUG                         | MOT                         | OKA                         | ATP                         | SUZ                         | SUZ                         | FUJ                         | Pont                        |
| --------------------------- | --------------------------- | --------------------------- | --------------------------- | --------------------------- | --------------------------- | --------------------------- | --------------------------- | --------------------------- | --------------------------- |
| 1.                          | 'Hirobon'                   | T                           | 5                           | 31                          | 1                           | 41                          | 3                           | 21                          | 157                         |
| 2.                          | Simonó Rió                  | T                           | 31                          | 73                          | 42                          | 32                          | Hn                          | 53                          | 109                         |
| 3.                          | Sioja Resszu                | T                           | 4                           | Ki2                         | 3                           | 53                          | 51                          | 42                          | 108                         |
| 4.                          | Okura Mineki                | T                           | 63                          | 4                           | 54                          | 64                          | 62                          | 64                          | 96                          |
| 5.                          | 'Mototino'                  | T                           | 8                           | 6                           | 9†                          | 9                           | 75                          | 85                          | 54                          |
| 6.                          | Szuzuki Kendzsi             |                             | 11                          | 8                           | 7                           | 8                           | 8                           | 7                           | 46                          |
| 7.                          | Umemotó Junicsi             | T                           | 7                           | 5                           | Ki                          | 75                          | Ni4                         | Ki                          | 39                          |
| 8.                          | Takeda Naotó                |                             |                             |                             | 65                          |                             |                             |                             | 11                          |
| 9.                          | Nakahara Hideki             |                             | 92                          |                             |                             |                             |                             |                             | 10                          |
| 10.                         | Makinó Dzun                 |                             | 10                          |                             |                             |                             |                             | 9                           | 10                          |
| 11.                         | Icsidzsó Kengó              | T                           |                             |                             |                             |                             |                             |                             | 0                           |
| 12.                         | Ojama Maszajosi             |                             |                             |                             | Ki                          |                             |                             |                             | 0                           |
| Poz.                        | Versenyző                   | SUG                         | MOT                         | OKA                         | ATP                         | SUZ                         | SUZ                         | FUJ                         | Pont                        |

| Szín   | Eredmény                                      |
| ------ | --------------------------------------------- |
| Arany  | Győztes                                       |
| Ezüst  | 2. helyezett                                  |
| Bronz  | 3. helyezett                                  |
| Zöld   | Pontot szerzett                               |
| Kék    | Pont nélkül vagy helyezetlenül ért célba (Hn) |
| Lila   | Nem ért célba (Ki)                            |
| Piros  | Nem kvalifikálta magát (Nk)                   |
| Fekete | Diszkvalifikálták (Kiz)                       |
| Fehér  | Nem indult (Ni)                               |
| Fehér  | Visszavonult (WD)                             |
| Fehér  | Verseny törölve (C)                           |
| Üres   | Nem vett részt                                |
| Üres   | Kizárt (EX)                                   |

| Vasárnapi TCR japán sorozat | Vasárnapi TCR japán sorozat | Vasárnapi TCR japán sorozat | Vasárnapi TCR japán sorozat | Vasárnapi TCR japán sorozat | Vasárnapi TCR japán sorozat | Vasárnapi TCR japán sorozat | Vasárnapi TCR japán sorozat | Vasárnapi TCR japán sorozat | Vasárnapi TCR japán sorozat |
| Poz.                        | Versenyző                   | SUG                         | MOT                         | OKA                         | ATP                         | SUZ                         | SUZ                         | FUJ                         | Pont                        |
| --------------------------- | --------------------------- | --------------------------- | --------------------------- | --------------------------- | --------------------------- | --------------------------- | --------------------------- | --------------------------- | --------------------------- |
| 1.                          | 'Hirobon'                   | T                           | 5                           | 31                          | 1                           | 41                          | 3                           | 21                          | 157                         |
| 2.                          | Simonó Rió                  | T                           | 31                          | 73                          | 42                          | 32                          | Hn                          | 53                          | 109                         |
| 3.                          | Sioja Resszu                | T                           | 4                           | Ki2                         | 3                           | 53                          | 51                          | 42                          | 108                         |
| 4.                          | Okura Mineki                | T                           | 63                          | 4                           | 54                          | 64                          | 62                          | 64                          | 96                          |
| 5.                          | 'Mototino'                  | T                           | 8                           | 6                           | 9†                          | 9                           | 75                          | 85                          | 54                          |
| 6.                          | Szuzuki Kendzsi             |                             | 11                          | 8                           | 7                           | 8                           | 8                           | 7                           | 46                          |
| 7.                          | Umemotó Junicsi             | T                           | 7                           | 5                           | Ki                          | 75                          | Ni4                         | Ki                          | 39                          |
| 8.                          | Takeda Naotó                |                             |                             |                             | 65                          |                             |                             |                             | 11                          |
| 9.                          | Nakahara Hideki             |                             | 92                          |                             |                             |                             |                             |                             | 10                          |
| 10.                         | Makinó Dzun                 |                             | 10                          |                             |                             |                             |                             | 9                           | 10                          |
| 11.                         | Icsidzsó Kengó              | T                           |                             |                             |                             |                             |                             |                             | 0                           |
| 12.                         | Ojama Maszajosi             |                             |                             |                             | Ki                          |                             |                             |                             | 0                           |
| Poz.                        | Versenyző                   | SUG                         | MOT                         | OKA                         | ATP                         | SUZ                         | SUZ                         | FUJ                         | Pont                        |

| Szín   | Eredmény                                      |
| ------ | --------------------------------------------- |
| Arany  | Győztes                                       |
| Ezüst  | 2. helyezett                                  |
| Bronz  | 3. helyezett                                  |
| Zöld   | Pontot szerzett                               |
| Kék    | Pont nélkül vagy helyezetlenül ért célba (Hn) |
| Lila   | Nem ért célba (Ki)                            |
| Piros  | Nem kvalifikálta magát (Nk)                   |
| Fekete | Diszkvalifikálták (Kiz)                       |
| Fehér  | Nem indult (Ni)                               |
| Fehér  | Visszavonult (WD)                             |
| Fehér  | Verseny törölve (C)                           |
| Üres   | Nem vett részt                                |
| Üres   | Kizárt (EX)                                   |

- † – Kiesett, azonban teljesítette a teljes versenytáv 75%-át, így eredményét értékelték.

### Csapatok
| Poz. | Csapat                           | Márka | #   | SUG | SUG | MOT | MOT | OKA | OKA | ATP | ATP | SUZ | SUZ  | SUZ | FUJ | FUJ | Pont |
| ---- | -------------------------------- | ----- | --- | --- | --- | --- | --- | --- | --- | --- | --- | --- | ---- | --- | --- | --- | ---- |
| 1.   | Audi Team Hitotsuyama            |       | 21  | 1   | T   | 1   | 2   | 12  | 12  | 1   | 8†1 | Ki1 | 1    | 1   | 1   | 1   | 299  |
| 2.   | Volkswagen RT with Team Wakayama |       | 25  | 3   | T   | 2   | 1   | 21  | 21  | 34  | 2   | Ki3 | 2    | 2   | 4   | 3   | 231  |
| 3.   | BRP Birth Racing Project         |       | 19  | 4   | T   | 5   | 5   |     |     |     |     |     |      |     |     |     | 193  |
| 3.   | BRP Birth Racing Project         |       | 19  |     |     |     |     | 35  | 3   | 2   | 13  | Ki4 | 43   | 35  | 2   | 2   | 193  |
| 4.   | Drago Corse                      |       | 34  | 6   | T   | 3   | 3   | 43  | 75  | 5   | 4   | 12  | 35   | Hn  | 6   | 5   | 155  |
| 5.   | Zenyaku Kogyo with Team G/Motion |       | 62  | 5   | T   | 4   | 4   | Ki4 | Ki4 | 43  | 35  | 25  | 5    | 53  | 35  | 4   | 142  |
| 6.   | M-Prototyping Team Stile Corse   |       | 73  | 8   | T   | 11  | 65  | Ki  | 4   | 6   | 5   | 6   | 6    | 64  | 53  | 6   | 90   |
| 7.   | 55 Moto with J’S Racing          |       | 55  | 7   | T   | 9   | 8   | 7   | 6   | 9   | 9†  | 5   | 9    | 75  | 8   | 85  | 56   |
| 8.   | BRP Birth Racing Project         |       | 17  |     |     | 8   | 8   | 6   | 6   | 11  | 7   | 4   | 8    | 8   | 7   | 7   | 54   |
| 9.   | 55 Moto with J’S Racing          |       | 69  | 9   | T   | 7   | 7   | 5   | 6   | 8   | 7   | 7   | 7    | Ni  | Ki  | Ki  | 50   |
| 10.  | Wakatsuki Dream Drive with KCMG  |       | 45  |     |     |     |     |     |     | 75  | 65  | 3   | Kiz2 | 4   |     |     | 43   |
| 11.  | BRP Birth Racing Project         |       | 190 | 2   | T   |     |     |     |     |     |     |     |      |     |     |     | 18   |
| 12.  | Audi Team Hitotsuyama            |       | 101 |     |     | 64  | 94  |     |     |     |     |     |      |     |     |     | 14   |
| 13.  | NILZZ Racing                     |       | 7   |     |     | 10  | 10  |     |     |     |     |     |      |     | 9   | 9   | 6    |
| 14.  | Daiwa N Trading Akiland Racing   |       | 71  |     |     |     |     |     |     | 10  | Ki  |     |      |     |     |     | 1    |
| Poz. | Csapat                           | Márka | #   | SUG | SUG | MOT | MOT | OKA | OKA | ATP | ATP | SUZ | SUZ  | SUZ | FUJ | FUJ | Pont |

| Szín   | Eredmény                                      |
| ------ | --------------------------------------------- |
| Arany  | Győztes                                       |
| Ezüst  | 2. helyezett                                  |
| Bronz  | 3. helyezett                                  |
| Zöld   | Pontot szerzett                               |
| Kék    | Pont nélkül vagy helyezetlenül ért célba (Hn) |
| Lila   | Nem ért célba (Ki)                            |
| Piros  | Nem kvalifikálta magát (Nk)                   |
| Fekete | Diszkvalifikálták (Kiz)                       |
| Fehér  | Nem indult (Ni)                               |
| Fehér  | Visszavonult (WD)                             |
| Fehér  | Verseny törölve (C)                           |
| Üres   | Nem vett részt                                |
| Üres   | Kizárt (EX)                                   |

- † – Kiesett, azonban teljesítette a teljes versenytáv 75%-át, így eredményét értékelték.

## Fordítás
Ez a szócikk részben vagy egészben a 2020 TCR Japan Touring Car Series című angol Wikipédia-szócikk ezen változatának fordításán alapul.  Az eredeti cikk szerkesztőit annak laptörténete sorolja fel. Ez a jelzés csupán a megfogalmazás eredetét és a szerzői jogokat jelzi, nem szolgál a cikkben szereplő információk forrásmegjelöléseként.